# Alfonso García Gabarrón
Alfonso García Gabarrón (Águilas, Murcia, 22 de marzo de 1958), más conocido como Alfonso García, es un empresario español, afincado en el municipio murciano de Águilas, y expresidente de la Unión Deportiva Almería, cargo que ejerció durante 16 años, desde 2003 hasta al 2 de agosto de 2019. Actualmente ejerce como presidente de la empresa Urcisol y como presidente del Águilas F.C.

## Biografía
Fue el propietario de la Unión Deportiva Almería entre 2003 y 2019, tras la compra de la mayoría de la acciones de esta sociedad deportiva a Guillermo Blanes, anterior socio mayoritario del club. Bajo su mandato el equipo ascendió dos veces a Primera División y alcanzó las semifinales de la Copa del Rey en la temporada 2010-11. El 2 de agosto de 2019 se hace oficial la venta de la U. D. Almería por parte Alfonso García al jeque árabe Turki Al-Sheikh por 20 millones de euros.
El 6 de julio de 2020 se hizo oficial la venta del Águilas F. C. por parte de Fernando Chavero y por una cantidad no especificada a Alfonso García Gabarrón, el que fuera presidente de la U. D. Almería durante 16 años. Las primeras palabras de Alfonso como nuevo presidente del club aguileño fueron las siguientes: "Este proyecto es para ascender al fútbol profesional en unos 3 ó 4 años".

## Logros y éxitos deportivos
- Subcampeonato de Segunda División en la temporada 2006-07 consiguiendo con ello el ascenso a Primera División de España.
- Octava posición en La Liga en la temporada 2007-08, logrando la clasificación para la Copa Intertoto de la UEFA pero no pudiendo participar por no inscribir al club para dicha competición.[3]
- Semifinales de Copa del Rey en 2011.
- Tercera posición de la Segunda División en la temporada 2012-13 consiguiendo con ello el ascenso a Primera División de España.

| Predecesor: Guillermo Blanes | Presidente de la U. D. Almería 2003-2019 | Sucesor: Turki Al-Sheikh |